# Ékfarkú aratinga

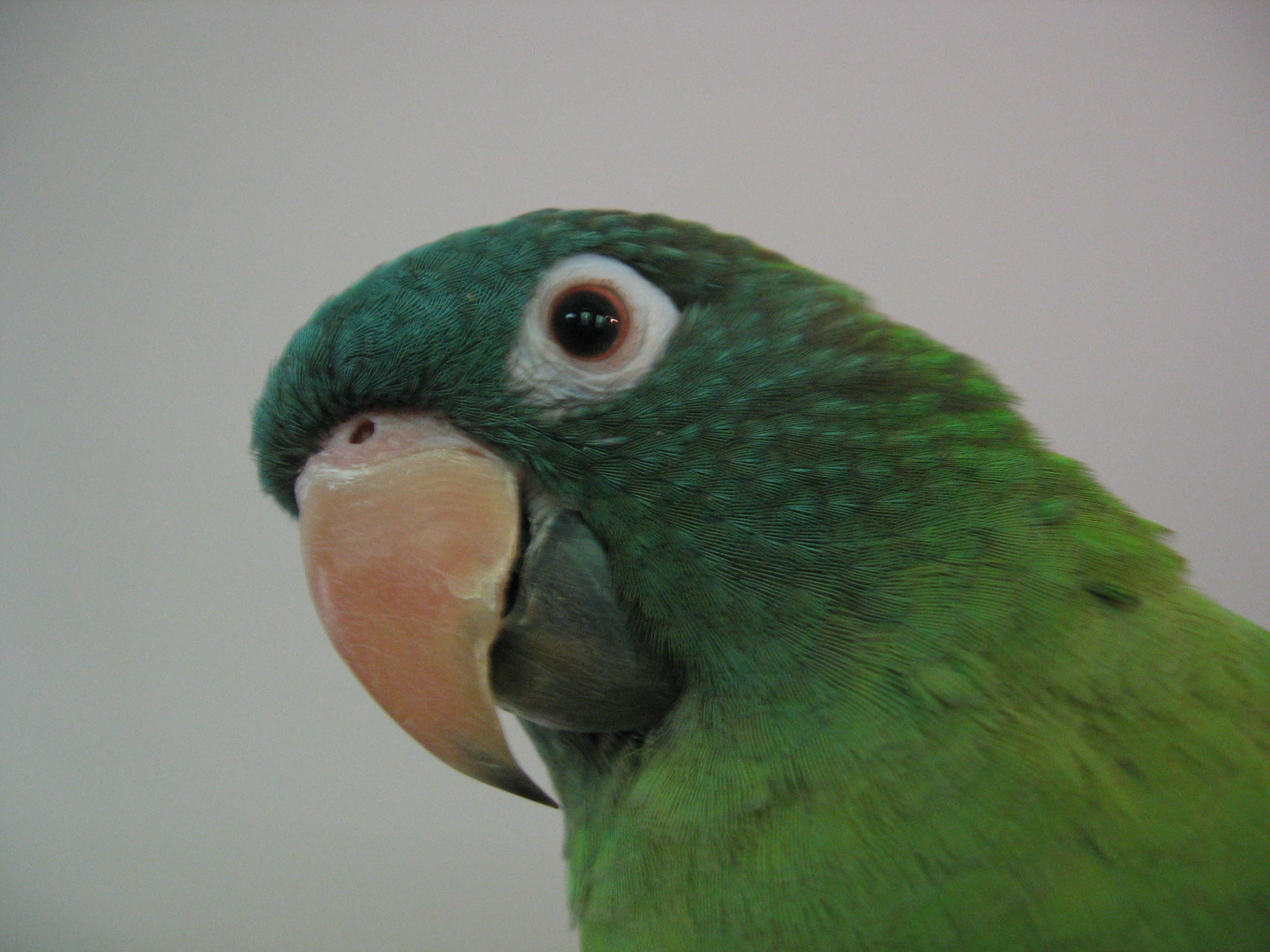
Aratinga portré

Az ékfarkú aratinga (Thectocercus acuticaudatus), korábban kékhomlokú aratinga vagy kékfejű papagáj, a madarak osztályának papagájalakúak (Psittaciformes) rendjébe és a papagájfélék (Psittacidae) családjába tartozó faj.

## Előfordulása
Argentínában, Brazíliában, Bolíviában, Kolumbiában, Paraguayban, Uruguayban és Venezuelában él (a Mato Grosso délnyugati részétől Észak-Argentínáig). Vadon élő populációja folyamatosan csökken. A különböző országokban élő populációi széttöredeztek, nem érintkeznek egymással.

## Rendszertana
A Thectocercus madárnem egyetlen faja. Korábban az Aratinga nembe sorolták, de ezt felosztották a filogenetikai eredmények alsapján.
Alfajai:
- Aratinga acuticaudata acuticaudata (Vieillot, 1818) a törzsalak Kelet-Bolíviában, Paraguayban, Dél- és Délnyugat-Brazíliában, és Nyugat-Uruguayban él.
- Aratinga acuticaudata neumanni (Blake & Traylor, 1947), Kelet-Bolívia felföldjein fordul elő. Homlokától egészen a nyakáig kék, hasát mély mattkék árnyalja, és alapszíne mélyebb színű, mint a törzsalaké.
- Aratinga acuticaudata haemorrhous (Spix, 1824), Piaui és Észak-Bahia lakója Északkelet-Brazília mélyén. Homloka sápadt kék, egész csőre szaruszínű, és 35 cm-rel egy kicsit kisebb a törzsalaknál. Zöldje világosabb amannál, farkának alsó oldala erősebben színezett. Európábe először Londonba vitték 1864-ben, de szaporítani csak 1950 -ben sikerült G. Rayson Brownnak Los Angelesben.
- Aratinga acuticaudata koenigi (Arndt, 1995), Északkelet-Kolumbiában és Észak-Venezuelában található. Alsó szárnyfedői a törzsalaknál kevésbé vörösesbarnák, és általában kisebb, mint az.
- Aratinga acuticaudata neoxena (Cory, 1909) élőhelye Margarita szigete. Homloka fakó kék, hasán a kék elmosódott, fülfedői zöldek. Farkának alsó oldala barna, és 32 centiméteres méretével a legkisebb alfaj mind közül.

## Megjelenése, felépítése
Az ékfarkú aratinga nevét onnan kapta, hogy homloka, feje teteje, kantárja, pofája és fülfedője is fakó kék – a fiataloknak még csak a homloka és a fejtetője kék. A madár alapszíne zöld, a hasa kissé sárgás. Szemét csupasz fehér gyűrű szegélyezi, bár ez a neumanni alfajnál élénksárga.  Szárnyát kiterjesztve láthatóvá válnak kék-barna evezőtollai. Farka felül zöld, amibe vörösesbarna tollak vegyülnek; alul élénk narancssárga-skarlátvörös. Lába rózsaszínes barna, karmai szürkésbarnák.Írisze narancsvörös. Felső csőrkávája szaruszínű, alsó csőrkávája sötét. A fiatalok alsó csőrkávája még szaruszínű, ami egyes alfajoknál felnőttkorban is megmarad.  A fiókák fején még vörös mintázat látható.Testhossza 30–37 centiméter közé esik, a csőrétől a farktolláig mérve, a felnőtt madár kb. 30 cm magas, testtömege 140–190 gramm. Az egyik legnagyobb az Aratinga papagájok között.

## Életmódja, élőhelye
Kimondottan barátságos természetű, nagy csapatokban kóborol a szubtrópusi erdőkben és a szavannákon. Megél a kaktuszokkal vagy a Mauritia-pálmákkal borított vidékeken is. Kolumbiában és Venezuelában 400–600 méter, Bolíviában 1500–2650 méter magasan él.
Rendszerint magasan, nagyon jól repül. Magvakon és gyümölcsökön él, amelyek után egyaránt kutat a földön és a fákon. Megeszi a kaktuszok gyümölcseit, a Condalia-fajok bogyóit és a kemény héjú magokat is. A földeken károkat okoznak. A helyi táplálékforrásokat követi. Ahol sok a táplálék, ott nagy rajokban gyűlik össze. Nem félénk, ezért fogságban jól tartható egyedül és más madarakkal közös röpdében. Nagyon jó hangutánzó; a fogságban tartott egyedek (főleg az egyedül tartottak) nemcsak szavak, de akár teljes mondatok kimondását is megtanulhatják. Nagyon okos, sokat mozgó madarak, ezért fogságban nagy teret és játékokat igényelnek. Néha nagyon hangosak. Mivel a papagájok alapvetően társas lények, a magányosan tartott példányokkal sokat kell foglalkozni, különben depresszióba esnek, ami súlyosabb esetekben öncsonkítással, a madár halálával is végződhet. Inkább a komolyabb madártartóknak, mint a lelkes kezdőknek való.

### Szaporodása
Venezuelában márciustól júniusig, Margarita szigetén májustól augusztusig, Argentínában decemberben költ. 
Az aratinga egész életére választ párt magának. Az Aratinga acuticaudata neoxena  alfaj kizárólag az Avicennia germinans mangrovefán fészkel. Fészkét fa odvába rakja, nagyjából 7 m magasan. Egy fészekalja 2-3 fehér tojást tartalmazhat, amiken a nőstény 23–25 napot kotlik. A fészeklakó fiókák 7–8 hét után repülnek ki. A költési időszakban a szülők agresszívabbak a szokottnál. Az aratinga élettartama 30 év is lehet. Fogságban először Nagy-Britanniában költött 1971-ben.

## A kultúrában
A leghíresebb kékhomlokú aratinga a Paulie 1998-as film címszereplője, akinek Jay Mohr kölcsönözte a hangját. A filmhez 14 madarat használtak fel. Ezután a faj népszerűvé vált az állattartók körében.
A faj a The Wild Parrots of Telegraph Hill című dokumentumfilmben is fontos szerepet kapott. A film nagy része egy magányos ékfarkú aratingát, Connort követi.

## Képek
|  |  |

## Fordítás
- Ez a szócikk részben vagy egészben  a   Spitzschwanzsittich című német Wikipédia-szócikk fordításán alapul.  Az eredeti cikk szerkesztőit annak laptörténete sorolja fel. Ez a jelzés csupán a megfogalmazás eredetét és a szerzői jogokat jelzi, nem szolgál a cikkben szereplő információk forrásmegjelöléseként.
- Ez a szócikk részben vagy egészben  a   Blue-crowned Parakeet című angol Wikipédia-szócikk fordításán alapul.  Az eredeti cikk szerkesztőit annak laptörténete sorolja fel. Ez a jelzés csupán a megfogalmazás eredetét és a szerzői jogokat jelzi, nem szolgál a cikkben szereplő információk forrásmegjelöléseként.